# Бамбетель

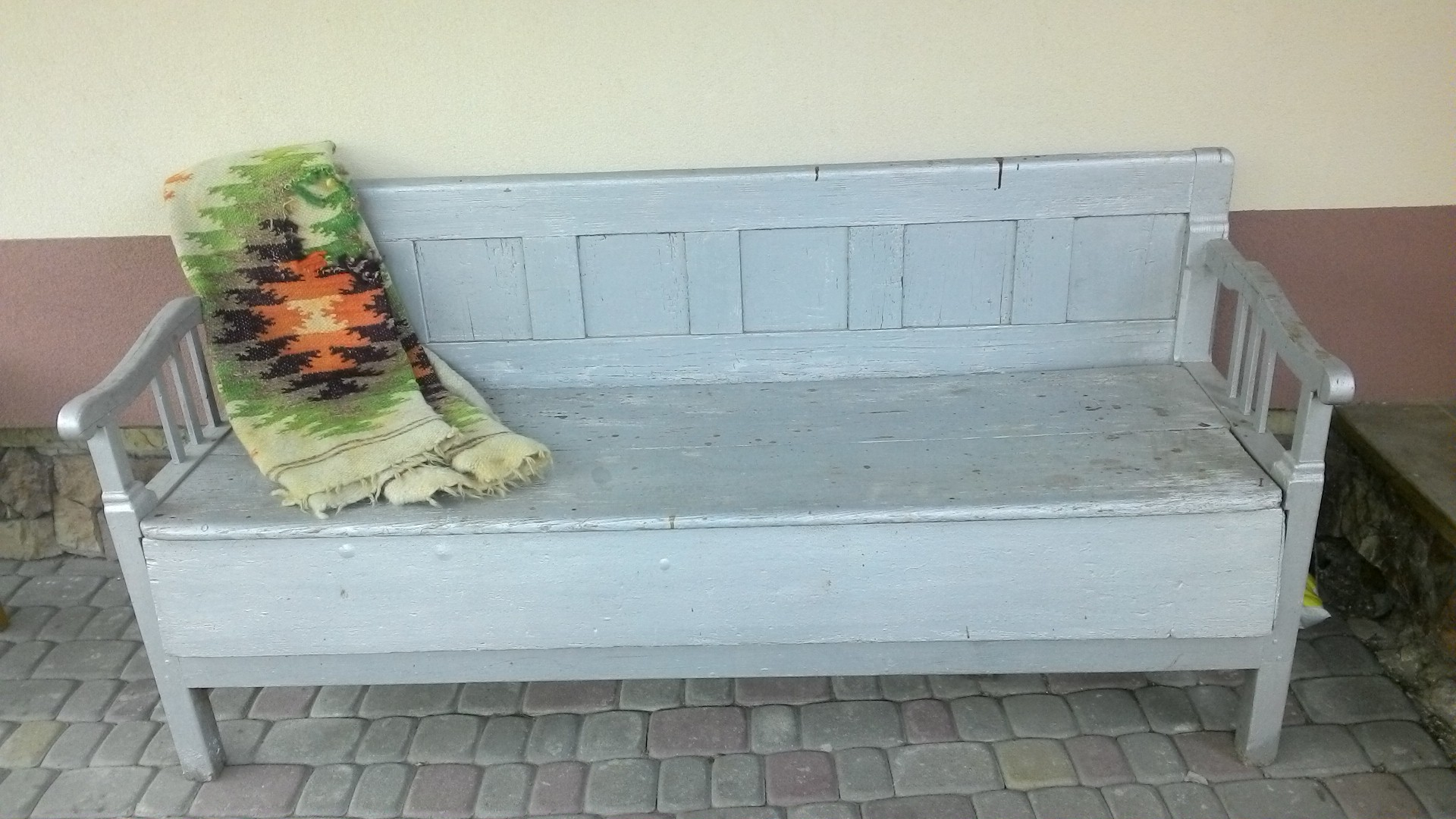
Старий бамбетель

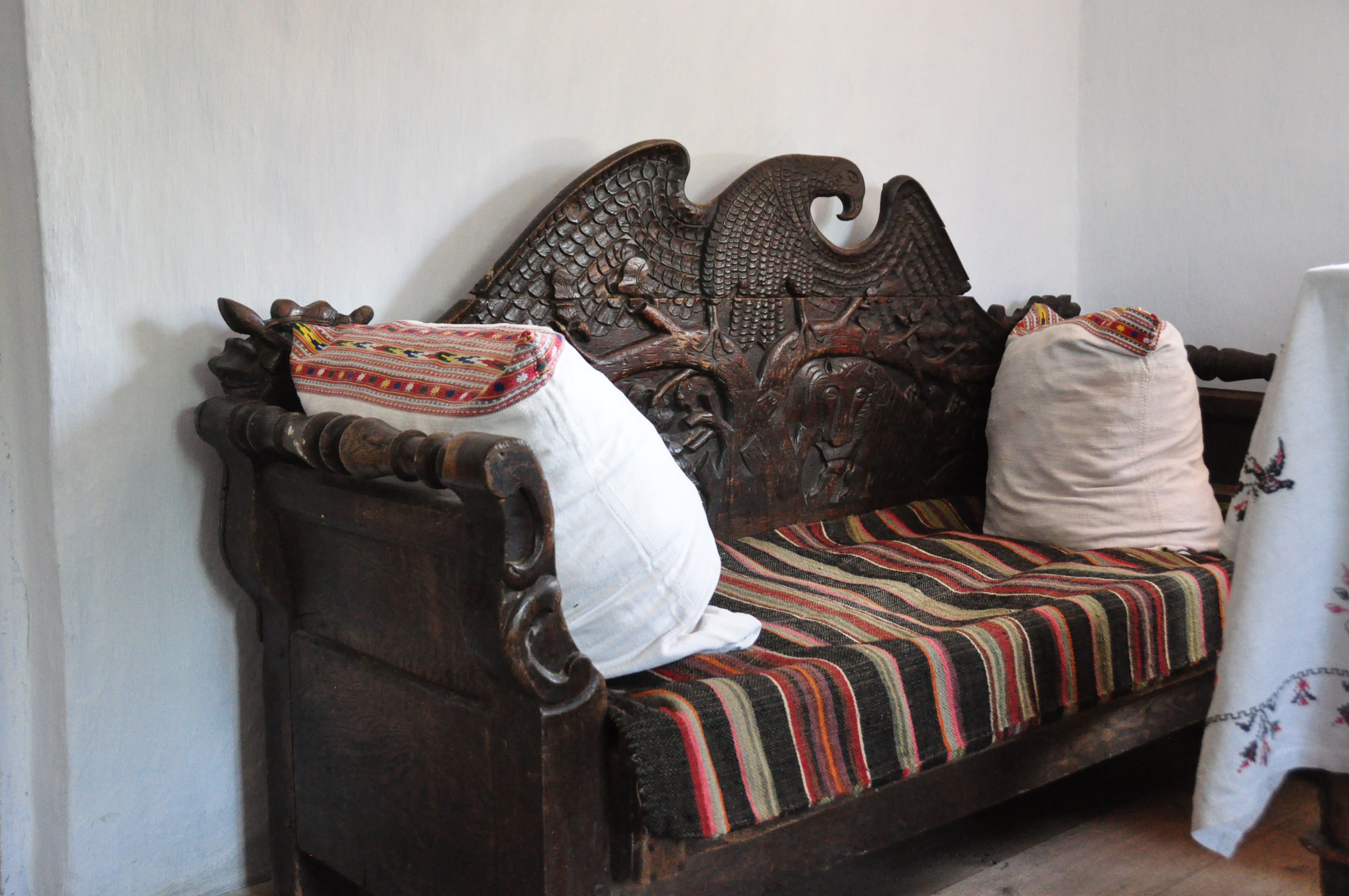
Різьблений бамбетель на обійсті батьків Йосифа Сліпого у селі Заздрість

Бамбе́тель (від нім. Bankbettel) — лавка-ліжко, яка розсувається для спання та складається для сидіння. У 19 ст. та на початку 20 ст. у Галичині в розкладену лаву клали сінник, і на ній спали, водночас часто виконувала функцію скрині.
Кришкою-віком на день закривали висувну шухляду-лежак, вимощену соломою. З'явилася така лавка-ліжко в українських селах в останні роки австрійського панування.
На жаргоні бамбетель — місця в кінці автобуса.